# Josef Newgarden
Josef Newgarden (ur. 22 grudnia 1990 w Nashville, Tennessee) – amerykański kierowca wyścigowy, dwukrotny mistrz serii IndyCar.

## Kariera

### Początki
Po zakończeniu kariery kartingowej, Amerykanin na przełomie 2006 i 2007 roku rozpoczął starty w wyścigach samochodów jednomiejscowych, debiutując w lokalnej serii – Południowej Skip Barber. Ostatecznie zmagania w niej zakończył z tytułem wicemistrzowskim (zwyciężył w trzech wyścigach). W roku 2007 zadebiutował w głównej edycji tego serialu. Wygrawszy dwa wyścigi, zmagania w niej zakończył na 6. pozycji. W kolejnym sezonie, sięgnął po tytuł wicemistrzowski, po drodze wygrywając w trzech wyścigach. Oprócz tego gościnnie wystąpił w innych lokalnych mistrzostwach, w których również spisał się znakomicie. Na koniec sezonu wystartował w Festiwalu Formuły Ford, gdzie nieoczekiwanie zwyciężył, w klasie „Kent Class”.
Sukces ten pozwolił Josefowi podpisać kontrakt z czołową ekipą Brytyjskiej Formuły Ford – JTR. Już w pierwszym roku startów, walczył o tytuł mistrzowski. Ostatecznie uległ bardziej doświadczonemu Brytyjczykowi Jamesowi Cole (zwyciężył w dziewięciu wyścigach). Oprócz regularnych startów w brytyjskim cyklu, okazyjnie wziął udział w kilku wyścigach Formuły Palmer Audi oraz w jednej eliminacji Formuły Ford 1600 Walter Hayes Trophy. W nich również spisał się znakomicie, zwyciężając m.in. w dwóch wyścigach brytyjskiej serii stworzonej przez Jonathana Palmera. Pechowo z kolei zakończył się dla Amerykanina Festiwal Formuły Ford (główna klasa), którego nie ukończył.

### Seria GP3
Na sezon 2010 podpisał kontrakt z brytyjską stajnią Carlin Motorsport, w nowo utworzonej serii GP3. W ciągu 16 wyścigów Amerykanin trzykrotnie dojechał na punktowanej pozycji. Za największy sukces Josefa można uznać zdobycie pole position, na torze Hockenheimring, w Niemczech. Dzień później, po serii błędów, dojechał jednak dopiero na 18. miejscu. Ostatecznie z dorobkiem ośmiu punktów, w klasyfikacji generalnej zajął 18. lokatę.

### Indy Lights
W 2011 Newgarden powrócił do Stanów Zjednoczonych i wystartował w serii Indy Lights, przedsionku IndyCar. Wygrał już w pierwszym wyścigu, a w całym sezonie odniósł pięć zwycięstw i z dużą przewagą zdobył tytuł mistrzowski.

### IRL IndyCar Series
W grudniu 2011 ogłoszono, że Josef podpisał kontrakt z zespołem Sarah Fisher Hartman Racing i w sezonie 2012 wystartuje w serii IndyCar.

## Starty w karierze
| Sezon | Seria                  | Zespół                          | Starty | PP | Zwyc. | Punkty | Pozycja |
| ----- | ---------------------- | ------------------------------- | ------ | -- | ----- | ------ | ------- |
| 2009  | Brytyjska Formuła Ford | JTR                             | 25     | 4  | 9     | 550    | 2.      |
| 2010  | Seria GP3              | Carlin                          | 15     | 1  | 0     | 8      | 18.     |
| 2011  | Indy Lights            | Sam Schmidt Motorsports         | 14     | 3  | 5     | 533    | 1.      |
| 2012  | IRL IndyCar Series     | Sarah Fisher Hartman Racing     | 14     | 0  | 0     | 200    | 23.     |
| 2013  | IRL IndyCar Series     | Sarah Fisher Hartman Racing     | 19     | 0  | 0     | 348    | 14.     |
| 2014  | IRL IndyCar Series     | Sarah Fisher Hartman Racing     | 18     | 0  | 0     | 406    | 13.     |
| 2015  | IRL IndyCar Series     | Carpenter Fisher Hartman Racing | 16     | 1  | 2     | 431    | 7.      |
| 2016  | IRL IndyCar Series     | Ed Carpenter Racing             | 16     | 0  | 1     | 502    | 4.      |
| 2017  | IRL IndyCar Series     | Penske Racing                   | 17     | 1  | 4     | 642    | 1.      |
| 2018  | IRL IndyCar Series     | Penske Racing                   | 17     | 4  | 3     | 560    | 5.      |
| 2019  | IRL IndyCar Series     | Penske Racing                   | 17     | 2  | 4     | 641    | 1.      |

## Starty w Indianapolis 500
| Rok  | Nadwozie | Silnik    | Start | Wynik | Uwagi              |
| ---- | -------- | --------- | ----- | ----- | ------------------ |
| 2012 | Dallara  | Honda     | 7     | 25    | Awaria mechaniczna |
| 2013 | Dallara  | Honda     | 25    | 28    |                    |
| 2014 | Dallara  | Honda     | 8     | 30    | Wypadek            |
| 2015 | Dallara  | Chevrolet | 9     | 9     |                    |
| 2016 | Dallara  | Chevrolet | 2     | 3     |                    |
| 2017 | Dallara  | Chevrolet | 22    | 19    |                    |
| 2018 | Dallara  | Chevrolet | 4     | 8     |                    |
| 2019 | Dallara  | Chevrolet | 8     | 4     |                    |

## Wyniki w GP3
| Legenda oznaczeń w tabelach wyników Wyświetl szablon na nowej stronie | Legenda oznaczeń w tabelach wyników Wyświetl szablon na nowej stronie                                                                     |
| Oznaczenie                                                            | Wyjaśnienie |
| --------------------------------------------------------------------- | --- |
| Złoty                                                                 | Zwycięzca lub mistrzostwo |
| Srebrny                                                               | 2. miejsce lub wicemistrzostwo |
| Brązowy                                                               | 3. miejsce lub II wicemistrzostwo |
| Zielony                                                               | Ukończył, punktował (w klasyfikacji generalnej, gdy zdobył co najmniej jeden punkt na przestrzeni sezonu, poza trzema powyższymi opcjami) |
| Niebieski                                                             | Ukończył, nie punktował (w klasyfikacji generalnej, gdy nie zdobył co najmniej jednego punktu na przestrzeni sezonu)                      |
| Czerwony                                                              | Nie zakwalifikował się (NZ) |
| Czerwony                                                              | Nie prekwalifikował się (NPK) |
| Różowy                                                                | Nie ukończył (NU) |
| Różowy                                                                | Niesklasyfikowany (NS) (w klasyfikacji generalnej, gdy nie został sklasyfikowany w żadnym wyścigu sezonu)                                 |
| Czarny                                                                | Zdyskwalifikowany (DK) |
| Czarny                                                                | Wykluczony (WYK/EX) |
| Biały                                                                 | Nie wystartował (NW) |
| Biały                                                                 | Kontuzjowany (K/INJ) |
| Biały                                                                 | Wyścig odwołany (OD/C) |
| Bez koloru                                                            | Został wycofany (WYC/WD) |
| Bez koloru                                                            | Nie przybył (NP/DNA) |
| Bez koloru                                                            | Nie brał udziału w treningach (NT/DNP) |
| Bez koloru                                                            | Nie został zgłoszony (–) |
| Pogrubienie                                                           | Start z pole position |
| Kursywa                                                               | Najszybsze okrążenie wyścigu |
| †                                                                     | Nie ukończył, ale jego rezultat został zaliczony ze względu na przejechanie więcej niż 90% dystansu wyścigu.                              |
| *                                                                     | Sezon w trakcie |
| 1/2/3                                                                 | Punktowana pozycja w sprincie kwalifikacyjnym                                                                                             |
| Lista systemów punktacji Formuły 1                                    | |

| Rok  | Zespół | Wyniki w poszczególnych eliminacjach | Wyniki w poszczególnych eliminacjach | Wyniki w poszczególnych eliminacjach | Wyniki w poszczególnych eliminacjach | Wyniki w poszczególnych eliminacjach | Wyniki w poszczególnych eliminacjach | Wyniki w poszczególnych eliminacjach | Wyniki w poszczególnych eliminacjach | Wyniki w poszczególnych eliminacjach | Wyniki w poszczególnych eliminacjach | Wyniki w poszczególnych eliminacjach | Wyniki w poszczególnych eliminacjach | Wyniki w poszczególnych eliminacjach | Wyniki w poszczególnych eliminacjach | Wyniki w poszczególnych eliminacjach | Wyniki w poszczególnych eliminacjach | Punkty | Pozycja |
| ---- | ------ | ------------------------------------ | ------------------------------------ | ------------------------------------ | ------------------------------------ | ------------------------------------ | ------------------------------------ | ------------------------------------ | ------------------------------------ | ------------------------------------ | ------------------------------------ | ------------------------------------ | ------------------------------------ | ------------------------------------ | ------------------------------------ | ------------------------------------ | ------------------------------------ | ------ | ------- |
| 2010 | Carlin | ESP                                  | ESP                                  | TUR                                  | TUR                                  | VAL                                  | VAL                                  | GBR                                  | GBR                                  | DEU                                  | DEU                                  | HUN                                  | HUN                                  | BEL                                  | BEL                                  | ITA                                  | ITA                                  | 8      | 18      |
| 2010 | Carlin | NU                                   | 16                                   | 10                                   | 23                                   | NU                                   | 26                                   | 16                                   | 10                                   | 18†                                  | 19                                   | 7                                    | NU                                   | NU                                   | 21                                   | 7                                    | 5                                    | 8      | 18      |